# 苏成芝
苏成芝（1917年—？），男，奉天（今辽宁）海城人，中国生物化学家，第四军医大学教授，曾任中国生物化学会理事。